# Cónclave de octubre de 1503
El cónclave papal celebrado en octubre de 1503 eligió a Giuliano della Rovere como Papa Julio II para suceder a Pío III. El cónclave se llevó a cabo durante las guerras de Italia, apenas un mes después del cónclave de septiembre de 1503, lo que facilitó la nueva elección ya que ninguno de los cardenales electores se había alejado lo suficientemente lejos de Roma como para perderse el cónclave.  El número de cardenales que participaron era de 38: el Colegio de los Cardenales se había reducido en uno por la muerte de Piccolomini, Pío III, y no se habían añadido nuevos, ya que este último no ordenó a nadie.
El cónclave duró sólo diez horas, el más corto de la historia.

## Elección
En el mes entre los dos cónclaves, Della Rovere se reunió con César Borgia y los cardenales españoles, cuyo apoyo le faltaba en el cónclave anterior, y les aseguró que mantendría el mando de César en el ejército papal y las posesiones territoriales en Italia. César así, entregó el apoyo de los 11 cardenales españoles.
Georges d'Amboise también aceptó la candidatura de Della Rovere, considerando que su propia candidatura era ya imposible y a della Rovere como la menor de las amenazas italianas para los intereses franceses.
Ascanio Sforza y su facción, distante al principio, votó por Della Rovere en el primer escrutinio, debido a varias promesas de favores. La votación fue "unánime" para Della Rovere en la primera votación, con la excepción de su propio voto.
En la capitulación del cónclave se pactó que quien saliera elegido papa convocaría un concilio en un plazo máximo de dos años, lo que posteriormente sirvió como argumento para la celebración del Concilio de Pisa de 1511 con el que Luis XII de Francia intentó deponer al papa en el contexto de la Guerra de la Liga de Cambrai.

## Cardenales
| - Oliviero Carafa - Giuliano della Rovere - Jorge da Costa - Girolamo Basso della Rovere - Lorenzo Cybo de Mari - Antonio Pallavicini Gentili - Giovanni Antonio Sangiorgio - Bernardino López de Carvajal - Juan de Castro - Domenico Grimani - Georges d'Amboise - Jaime Serra - Pietro Isvalies - Francisco de Borja - Ippolito d'Este - Juan Vera - Ludovico Podocataro - Antonio Trivulzio - Giovanni Stefano Ferrero - Juan Castellar y de Borja - Francisco de Remolins - Francesco Soderini - Niccolò Fieschi - Francisco Desprats - Adriano Castellesi - Jaime de Casanova - Raffaele Riario - Giovanni Colonna - Ascanio Sforza - Giovanni de' Medici - Federico Sanseverino - Giuliano Cesarini - Alessandro Farnese - Luigi d'Aragona - Amanieu d'Albret - Pedro Luis de Borja - Marco Corner - Francisco Lloris y Borja | - Luis de Milá y de Borja - Raymond Péraud - Guillaume Briçonnet - Philippe de Luxembourg - Tamás Bakócz - Melchior von Meckau |